# Adam Kłodziński (historyk)
Adam Kłodziński (ur. 17 października 1877 w Kętach, zm. 6 grudnia 1945 w Krakowie) – historyk mediewista, teoretyk dydaktyki historii. Jego bratem był Abdon Kłodziński.

## Życiorys
Studiował historię na Uniwersytecie Jagiellońskim, doktorat 1907 (promotor Stanisław Smolka). Uczył w gimnazjach Krakowa, Cieszyna i Jarosławia. wykładowca dydaktyki historii na Studium Pedagogicznym UJ w latach 1922-1934. Od 1920 współpracownik Komisji Historycznej PAU. Zajmował się historią średniowiecza polskiego.
Materiały archiwalne Adama Kłodzińskiego znajdują się w PAN Archiwum w Warszawie pod sygnaturą III-45.

## Wybrane publikacje
- Rokowania polsko-brandenburskie w r. 1329, 1904.[2]
- Z dziejów Śląska Górnego: wykłady, wygłoszone we Wrocławiu, w Berlinie, Poznaniu i Gnieźnie, 1914[3].
- Z zagadnień dydaktyki historyi, 1918[4].